# Dejan Georgijević
Dejan Georgijević (in serbo Дејан Георгијевић?; Belgrado, 19 gennaio 1994) è un calciatore serbo, attaccante del Kauno Žalgiris.

## Caratteristiche tecniche
È un centravanti.

## Carriera
Cresciuto nel settore giovanile dello Zemun, ha esordito in prima squadra l'8 settembre 2010 in occasione del match di campionato perso 2-1 contro il Novi Sad.

## Palmarès

### Competizioni nazionali
- Coppa di Serbia: 1

Partizan: 2018-2019
- Prva Liga Srbija: 1

OFK Belgrado: 2023-2024